# Bernard Réquichot
Bernard Réquichot (* 1. Oktober 1929 in Asnières-sur-Vègre, Frankreich; † 4. Dezember 1961 in Paris) war ein französischer Maler, Grafiker und Zeichner.

## Leben und Werk
Bernard Réquichot besuchte als Autodidakt von 1947 bis 1951 verschiedene freie Workshops, um das Kunstgewerbe und die schönen Künste zu erlernen.
Seine erste Einzelausstellung hatte er im Jahr 1955 in Paris in der Galerie Lucien Durand. Die Palette der Farben auf seinen Gemälden war immer sehr dunkel gehalten, seine Bilder erinnerten an Grotten oder Höhlen. Schon bald begann Réquichot mit verschiedenen Techniken zu experimentieren. Er verwendete geometrische Formen, Kreise und dynamische Federn oder Spiralen auch als Skulpturen. Er zeichnete, auch im Stil von technischen Zeichnungen, und arbeitete mit Papier-Collagen. Er gestaltete Objekte wie Reliquienschreine, verwendete Dosen oder schuf Malerei mit einer sehr hohen Dichte sowie einige Skulpturen aus Polyesterringen.
Réquichot stellte 1957 in der Galerie Daniel Cordier in Paris aus, die auch eine Ausstellung mit seinen Werken in Wiesbaden und Antwerpen organisierte. Am Vorabend seiner zweiten Ausstellung bei Cordier im Dezember 1961 beging er Selbstmord. Posthum wurden im Jahr 1964 Zeichnungen von ihm auf der documenta III in Kassel in der berühmten Abteilung Handzeichnungen gezeigt.